# Homopholis
Homopholis — рід геконоподібних ящірок родини геконових (Gekkonidae). Представники цього роду мешкають в Африці на південь від Сахари.

## Опис
Представники роду Homopholis — великі та середнього розміру гекони з м'якою, оксамитовою шкірою, покритою дрібними зернистими лусочками. Вони мають переважно сіре, коричневе або чорне забарвлення. Пальці на руках і ногах розширені на кінці, з 8—12 V-подібними клейкими пластинками та висувними кігтями. Хвіст товстий, відносно короткий, присутні преклоакальні пори. Зіниці вертикальні.
Представники роду Homopholis активні вдень, вночі та в присмерках, серед дерев і скель. Вони живуть переважно в акацієвих саванах і сухих рідколіссях. Живляться переважно комахами.

## Види
Рід Homopholis нараховує 4 види:
- Homopholis arnoldi Loveridge, 1944
- Homopholis fasciata (Boulenger, 1890)
- Homopholis mulleri Visser, 1987
- Homopholis walbergii (A. Smith, 1849)

## Етимологія
Наукова назва роду Homopholis походить від сполучення слів дав.-гр. ὁμως — спільний, подібний, пов'язаний і φολις — рогова луска.